# Primula bungeana
Primula bungeana är en viveväxtart som beskrevs av Carl Anton von Meyer. Primula bungeana ingår i släktet vivor, och familjen viveväxter. Inga underarter finns listade i Catalogue of Life.